# Ponikve (gmina Tolmin)
Ponikve – wieś w Słowenii, w gminie Tolmin. W 2018 roku liczyła 179 mieszkańców.